# Sophie Turner
Pour les articles homonymes, voir Turner.
Sophie Turner est une actrice britannique, née le 21 février 1996 à Northampton dans les Midlands de l'Est.
Elle est révélée au grand public par son rôle de Sansa Stark dans la série à succès mondial Game of Thrones, puis en incarnant la version adolescente de Jean Grey dans la franchise X-Men. Elle tient d'abord ce rôle dans X-Men: Apocalypse (2016), puis de façon plus développée dans X-Men: Dark Phoenix (2019).

## Biographie

### Enfance
Sophie Belinda Turner est née le 21 février 1996 à Northampton en Angleterre. Sa mère, Sally Turner (née en 1968), exerçait le métier d'enseignante, et son père, Andrew Turner (né en 1961), travaille dans une entreprise de distribution de palettes. Sophie a deux frères aînés, James (né en 1988) et Will (né le 10 octobre 1990). Elle avait une sœur jumelle, mais celle-ci est décédée à leur naissance.
À l'âge de deux ans, elle déménage avec sa famille à Warwick où elle fait ses études dans une école privée pour filles. Là-bas, elle étudie aussi le théâtre au Playbox Theatre puis elle commence des études avec un tuteur jusqu’à l'âge de seize ans pour pouvoir commencer sa carrière d'actrice.

### Débuts d'actrice et révélation médiatique (2011-2015)

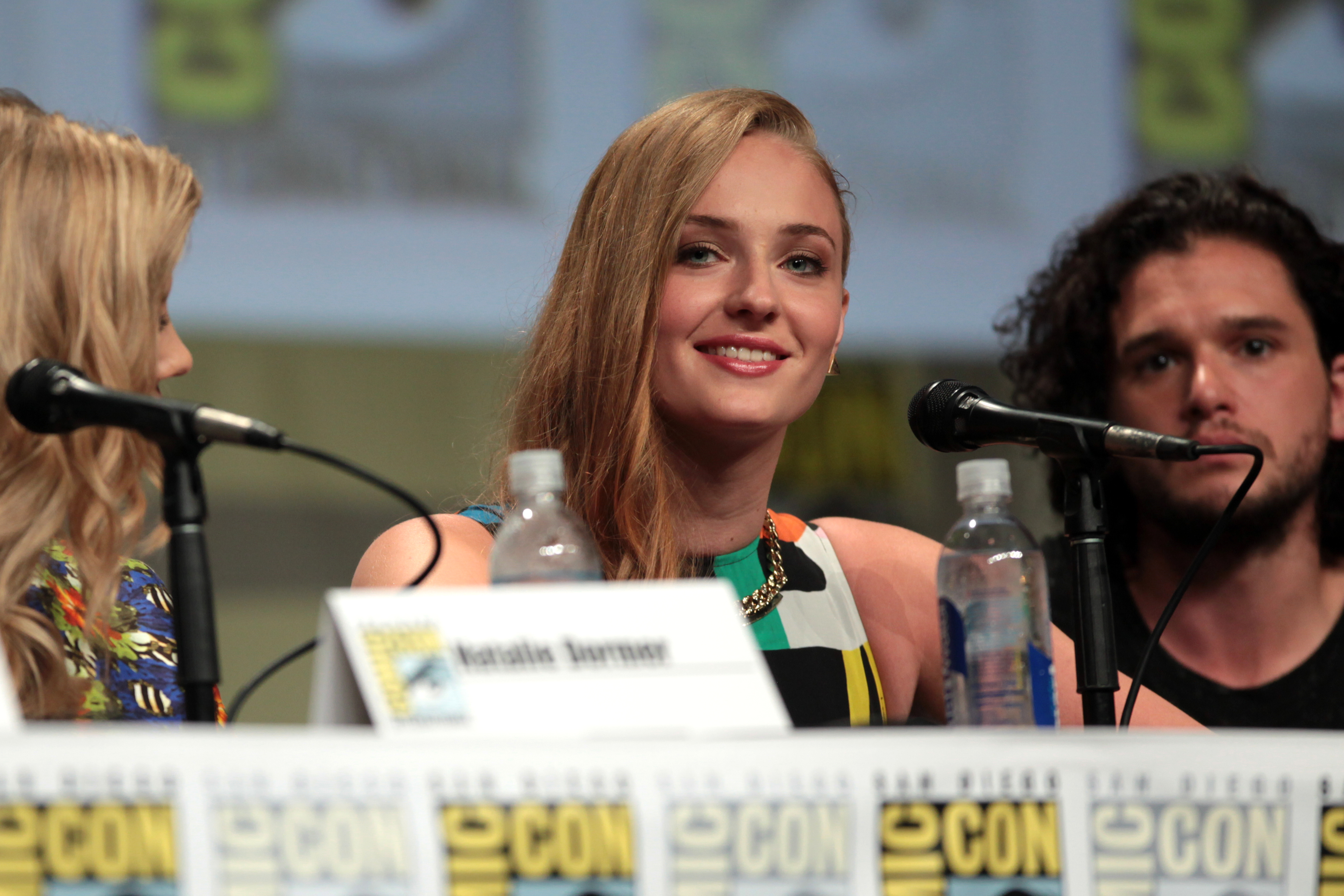
L'actrice au San Diego Comic-Con 2014, pour la promotion de la saison 4 de Game of Thrones.

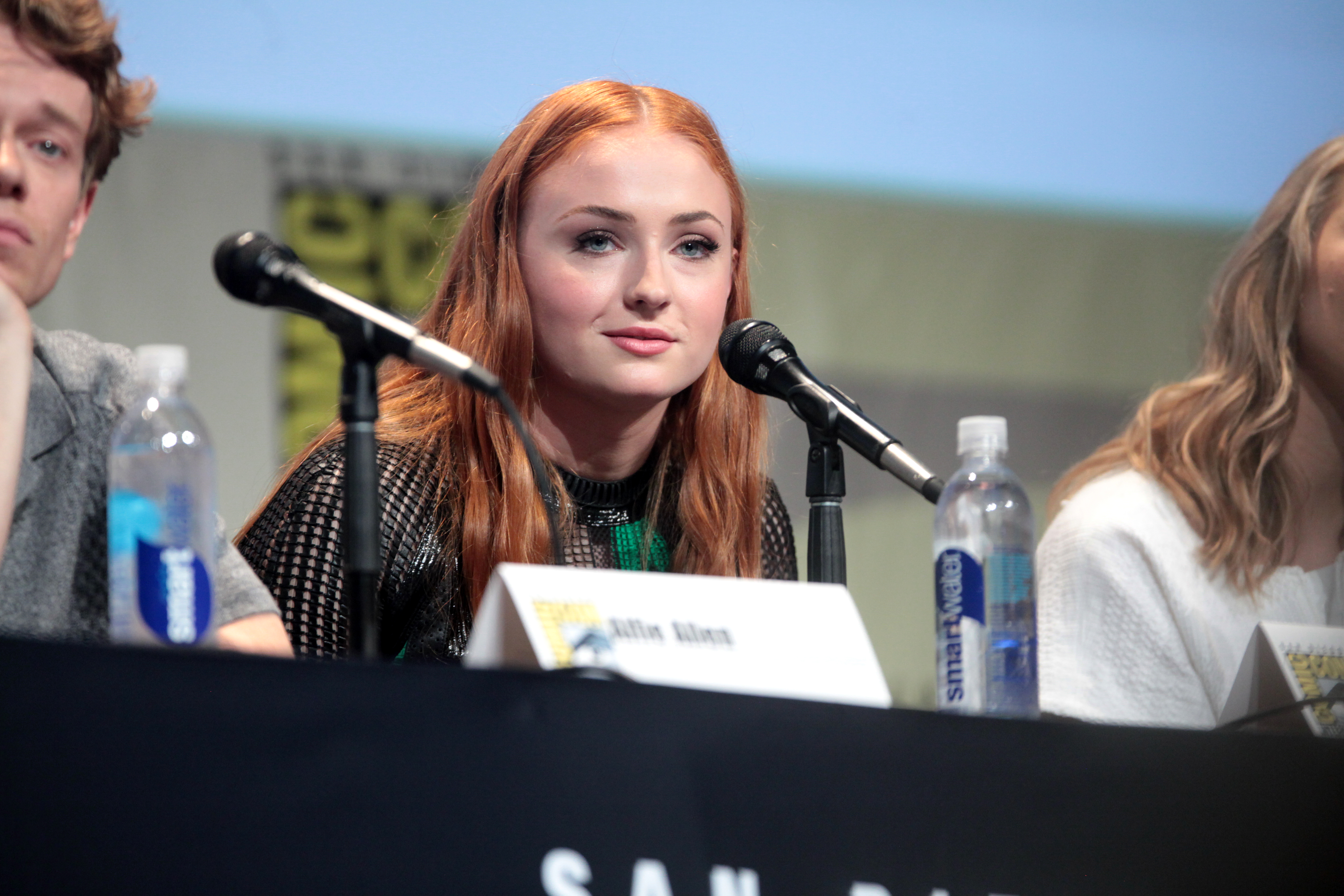
Puis au San Diego Comic-Con 2015 pour la saison 5.

À partir de 2011, à l'âge de 15 ans, Sophie Turner tient le rôle de Sansa Stark dans la série à succès de la chaine HBO, Game of Thrones. L'actrice est apparue par la suite dans les sept autres saisons de la série. Ce premier rôle lui permet de se faire connaitre du public et de gagner en notoriété à l'échelle mondiale.
En 2013, elle tente de percer au cinéma en tant que tête d'affiche du film indépendant anglo-espagnol Another Me, l'adaptation du roman éponyme de la romancière Catherine MacPhail. Elle participe à la présentation du long-métrage au 8e Festival international du film de Rome aux côtés de la réalisatrice du film, Isabel Coixet et de l'acteur Gregg Sulkin. À la suite de critiques catastrophiques, ce thriller psychologique est diffusé discrètement . Elle reçoit de meilleures critiques en évoluant plus modestement aux côtés de Vanessa Redgrave et Olivia Colman dans le téléfilm britannique The Thirteenth Tale, diffusé par la chaine BBC Two. Elle est aussi narratrice de la partie « The Girl in the Mirror » écrite par Lev Grossman incluse dans le livre audio Dangerous Women de George R. R. Martin,. Ce livre audio a aussi reçu une nomination aux Audie Awards pour « Histoires courtes/Collections » en 2015.
C'est en capitalisant sur son image glamour qu'elle rencontre du succès : en 2014, elle devient l'égérie de la marque de prêt-à-porter Karen Millen. Elle est le visage de la saison automne-hiver 2014-2015. La même année, elle est l'un des narrateurs du livre audio City of Heavenly Fire, de la saga The Mortal Instruments écrite par Cassandra Clare.
En 2015, elle tente de nouveau le grand écran, à l'affiche de la comédie d'action indépendante Secret Agency aux côtés de Hailee Steinfeld, Jessica Alba et Samuel L. Jackson,,. Dans ce film, elle interprète Heather alias Numéro 84, une adolescente formée à devenir un assassin dans un pensionnat pour jeunes filles orphelines. C'est un nouvel échec critique et commercial.

### Confirmation médiatique (depuis 2016)

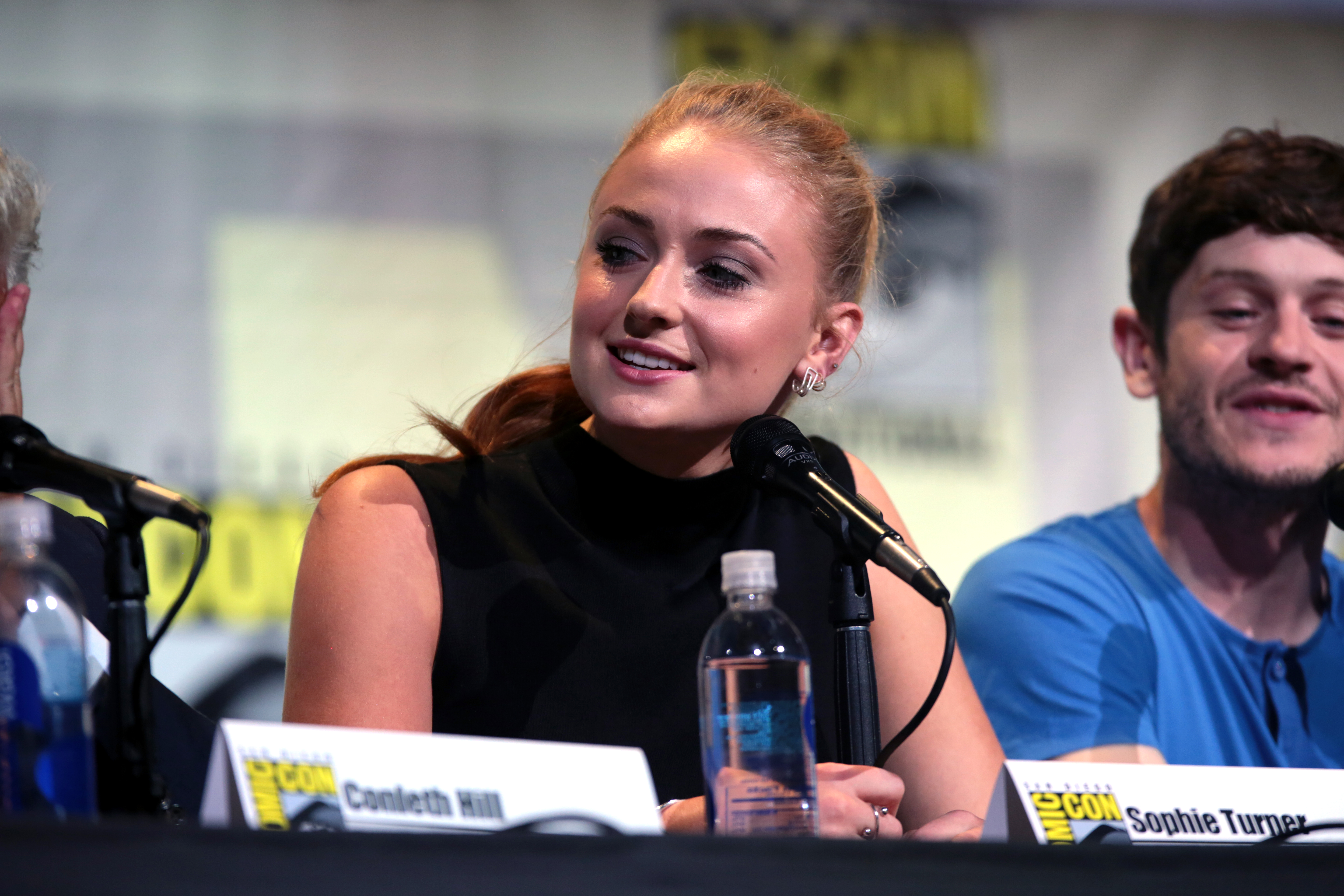
Puis au San Diego Comic-Con 2016, pour la promotion de la saison 6.

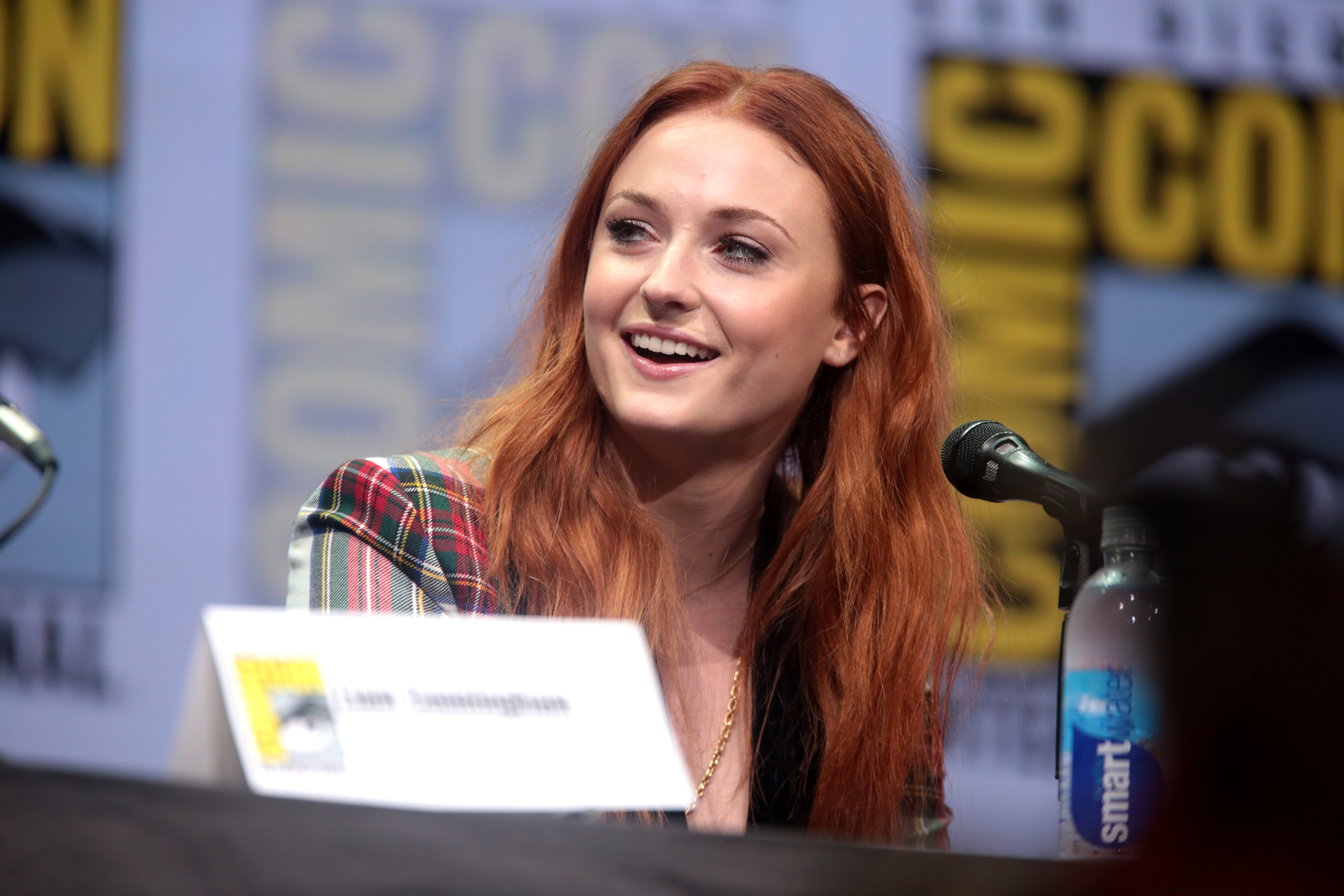
Et enfin au San Diego Comic-Con 2017, pour l'avant-dernière saison.

En 2016, âgée désormais de 20 ans, elle fait partie de la nouvelle génération introduite dans la franchise X-Men par le blockbuster Apocalypse,. Elle reprend alors le rôle de Jean Grey, auparavant interprété par Famke Janssen dans la trilogie originale du début des années 2000. Le film reçoit des critiques mitigées, contrairement aux deux précédents opus .
Parallèlement, elle présente une mini-série documentaire Powershift en lien avec The Huffington Post.
En 2016, elle est élue le 100e plus beau visage du monde. L'année suivante, elle est élue le 39e plus beau visage du monde. La même année, elle fait partie de la liste des 30 Européens de moins de 30 ans les plus influents, établie par le magazine Forbes.
L'année 2018 la voit défendre deux longs-métrages indépendants : tout d'abord, elle joue la femme fatale pour tenir le rôle-titre de Josie. Ce drame indépendant sort cependant directement en vidéo à la demande sur le sol américain Puis, elle partage l'affiche de la comédie d'action indépendante Time Lovers avec Asa Butterfield. Le film passe aussi inaperçu.
En février 2016, l'actrice annonce qu'elle reprendra le rôle de Jean Grey dans le blockbuster X-Men: Dark Phoenix, qui est censé marquer le début d'une troisième trilogie,,. L'action du film prend place dans les années 1990 et suit les événements de X-Men: Apocalypse. Le tournage débute en juin 2017 et se termine en octobre de la même année. Si la sortie est d'abord prévue pour novembre 2018, elle est finalement décalée à juin 2019.
Au mois de juin 2017, Sophie Turner apparaît dans la campagne « Louis Vuitton Series7 » par Nicolas Ghesquière. Le 21 juin 2017, la marque Wella Hair annonce que Sophie Turner est devenue sa première ambassadrice internationale.
En février 2018, l'actrice devient l'ambassadrice de la marque Audi UK. En mars 2018, elle a tourné un long-métrage indépendant Heavy réalisé par Jouri Smit  dont l'avant-première eut lieu au Festival du cinéma américain de Deauville en septembre 2019.
En février 2019, Sophie Turner apparaît dans une nouvelle campagne Louis Vuitton "Tambour Horizon connected Watch" aux côtés de Justin Theroux, Urassaya Sperbund et Liu Haoran,. Elle fait également une apparition dans le clip vidéo de Sucker pour le retour du groupe en tant que compagne de Joe Jonas. Le 16 juillet 2019, elle reçoit sa première nomination aux Emmy Awards pour son rôle de Sansa Stark dans Game of Thrones.
Le 16 septembre 2019, il est annoncé que l'actrice tiendra le rôle de Jane dans la série Survive aux côtés de Corey Hawkins pour la nouvelle plateforme Quibi.

## Vie privée

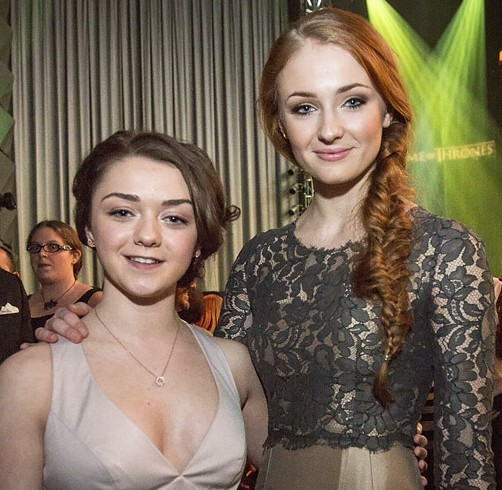
Sophie Turner et Maisie Williams en mars 2013 à Seattle, à la soirée de lancement de la saison 3 de Game of Thrones.

Lors du tournage de Game of Thrones, Sophie s'est liée d'amitié avec l'actrice Maisie Williams, qui interprétait Arya Stark.
En mars 2017, Sophie Turner annonce également son engagement avec l'organisation Women for Women International pour soutenir les femmes victimes de violence sexuelle et devient marraine de l'association,.
Elle révèle, lors d'une interview en avril 2019 pour le talk-show américain Dr.Phil, avoir souffert d'une dépression durant son adolescence, exacerbée par sa grande notoriété à la suite du rôle de Sansa dans Game of Thrones. Alors adolescente, les moqueries et remarques sur son physique et son jeu d'actrice la marquent beaucoup. Sophie Turner déclare notamment avoir eu une « étrange fascination pour le suicide ». L'actrice est depuis sous anti-dépresseurs.
En 2019, au Festival du cinéma américain de Deauville, elle a révélé, dans une interview au Figaro, qu'elle suivait un cours de criminologie à l'université.

### Vie de famille
En octobre 2016, Sophie Turner devient la compagne du chanteur américain et membre des Jonas Brothers, Joe Jonas. Le couple se fiance en octobre 2017, puis ils se marient une première fois le 1er mai 2019 à Las Vegas, après la cérémonie des Billboard Music Awards,. La cérémonie principale aura lieu quelques semaines plus tard à Carpentras, dans le Sud de la France, le 29 juin 2019.
En mai 2019, Sophie Turner a confié lors d'une interview que son couple avec Joe Jonas n'a pas toujours été harmonieux, et qu'ils se sont même séparés durant 24 heures, quelques jours avant leur mariage à Las Vegas. Joe fait de nombreuses références à Sophie dans le nouvel album des Jonas Brothers — intitulé Happiness Begins sorti en juin 2019, et il lui dédie même une chanson, intitulée Hesitate.
Le 12 février 2020, il est annoncé que le couple attend leur premier enfant,,,,. Le 22 juillet 2020, Sophie a donné naissance à une petite fille à Los Angeles, prénommée Willa Jonas,. En 2021, le couple quitte Los Angeles pour s'installer à Miami. Le 14 juillet 2022, TMZ annonce que Sophie Turner a accouché à Miami de leur deuxième fille, prénommée Delphine Jonas. Joe Jonas demande le divorce le 6 septembre 2023 après plusieurs semaines de séparation. Le 21 septembre 2023, Sophie Turner poursuit Joe Jonas en justice pour non-représentation de leurs deux filles, alors qu'elle devait s'installer en Angleterre avec celles-ci. Le mois suivant, ils s'accordent sur une garde partagée temporaire.
En décembre 2023, Sophie Turner officialise son couple avec Peregrine John Dickinson Pearson (né le 27 octobre 1994), fils et héritier du 4ᵉ vicomte Cowdray.

## Filmographie

### Cinéma
- 2013 : Another Me de Isabel Coixet : Fay
- 2015 : Secret Agency (Barely Lethal) de Kyle Newman : Heather / Numéro 84
- 2016 : X-Men: Apocalypse de Bryan Singer : Jean Grey
- 2018 : Josie (en) de Eric England (en) : Josie
- 2018 : Time Lovers (en) (Time Freak) de Andrew Bowler : Debbie
- 2019 : Heavy de Jouri Smit : Maddie
- 2019 : X-Men: Dark Phoenix de Simon Kinberg : Jean Grey / Phénix
- 2022 : Every Last Secret de Matthew Coppola : Pénélope
- 2022 : Si tu me venges… de Jennifer Kaytin Robinson : Erica
- 2022 : StoryBots de Evan et Gregg Spiridellis : Lady Eleanor
- 2025 : Trust de Carlson Young

### Télévision

#### Séries télévisées
- 2011 - 2019 : Game of Thrones : Le Trône de fer de David Benioff et D.B Weiss : Sansa Stark (59 épisodes)
- 2020 : Survive de Mark Pellington : Jane
- 2020 : Home Movie: The Princess Bride de Jason Reitman : Westley
- 2021 : The Prince de Gary Janetti : Princess Charlotte (voix)
- 2022 : The Staircase de Antonio Campos : Margaret Ratliff
- 2024 : Joan de Anna Symon : Joan Hannington
- Prochainement : Haven de Sam Miller : Zara

#### Téléfilms
- 2013 : The Thirteenth Tale (en) de James Kent : Adeline March (jeune)

### Clips
- 2014 : Oblivion (en) de Bastille
- 2019 : Sucker des Jonas Brothers
- 2020 : What a Man Gotta Do des Jonas Brothers[60]

## Distinctions
| Années | Travail nommé     | Prix                                      | Catégorie                                                                 | Résultat   | Ref(s) |
| ------ | ----------------- | ----------------------------------------- | ------------------------------------------------------------------------- | ---------- | ------ |
| 2011   | Game of Thrones   | Screen Actors Guild Award                 | Meilleure distribution pour une série télévisée dramatique                | Nomination | [ 61 ] |
| 2011   | Game of Thrones   | Scream Awards                             | Meilleure distribution                                                    | Nomination | [ 62 ] |
| 2012   | Game of Thrones   | Young Artist Awards                       | Meilleur second rôle féminin dans une série télévisée                     | Nomination | [ 63 ] |
| 2013   | Game of Thrones   | Screen Actors Guild Award                 | Meilleure distribution pour une série télévisée dramatique                | Nomination | [ 64 ] |
| 2014   | Game of Thrones   | Screen Actors Guild Award                 | Meilleure distribution pour une série télévisée dramatique                | Nomination | [ 65 ] |
| 2015   | Game of Thrones   | Empire Hero Award                         | Empire Hero Award (partagé avec les acteurs de Game of Thrones)           | Lauréat    | [ 66 ] |
| 2015   | Game of Thrones   | Emmy Awards                               | Meilleur ensemble d'acteurs dans une série dramatique                     | Lauréat    |        |
| 2015   | Game of Thrones   | EWwy Award                                | Meilleure actrice dans un second rôle dans une série dramatique           | Nomination | [ 67 ] |
| 2015   | Game of Thrones   | Screen Actors Guild Award                 | Meilleure distribution pour une série télévisée dramatique                | Nomination | [ 68 ] |
| 2016   | Elle-même         | Huading Awards                            | Meilleure Actrice Mondiale                                                | Lauréat    | [ 69 ] |
| 2016   | Game of Thrones   | Glamour Women of The Year Awards (en)     | Meilleure Actrice Britannique Dans Une Série                              | Lauréat    | [ 70 ] |
| 2016   | Elle-Même         | Mostra de Venise                          | International Movie Award                                                 | Lauréat    | [ 71 ] |
| 2016   | Game of Thrones   | EWwy Award                                | Meilleure Actrice Dans Un Second Rôle Dans Une Série Dramatique           | Lauréat    | [ 72 ] |
| 2016   | Game of Thrones   | Creative Arts Emmy Awards                 | Meilleure Casting De Série Dramatique                                     | Lauréat    |        |
| 2016   | Game of Thrones   | Screen Actors Guild Award                 | Meilleure distribution pour une série télévisée dramatique                | Nomination | [ 73 ] |
| 2017   | X-Men: Apocalypse | Kids Choice Awards                        | Meilleur Squad                                                            | Nomination | [ 74 ] |
| 2018   | Josie (en)        | Mammoth Film Festival                     | Meilleure Actrice                                                         | Lauréat    |        |
| 2019   | Dark Phoenix      | People's Choice Awards                    | Meilleure actrice dans un film de Sci-Fi/Fantasy                          | Nomination | [ 75 ] |
| 2019   | Game of Thrones   | Saturn Awards                             | Meilleure actrice dans un second rôle                                     | Nomination | [ 76 ] |
| 2019   | Game of Thrones   | Primetime Emmy Awards                     | Meilleure actrice dans un second rôle dans une série télévisée dramatique | Nomination | [ 35 ] |
| 2019   | Elle-Même         | Festival du cinéma américain de Deauville | Nouvel Hollywood                                                          | Lauréat    | [ 77 ] |
| 2019   | Game of Thrones   | People's Choice Awards                    | Star féminine de la télé                                                  | Nomination | [ 78 ] |
| 2019   | Game of Thrones   | People's Choice Awards                    | Star de série dramatique                                                  | Nomination | [ 78 ] |
| 2019   | Dark Phoenix      | People's Choice Awards                    | Star féminine du cinéma                                                   | Nomination | [ 78 ] |
| 2019   | Dark Phoenix      | People's Choice Awards                    | Star de film d'action                                                     | Nomination | [ 78 ] |

## Voix francophones
En version française, Sophie Turner est doublée par Kelly Marot qui est sa voix dans Game of Thrones, Secret Agency, les films X-Men ainsi que les minis-series The Staircase et Joan.
À titre exceptionnel, elle est doublée dans Si tu me venges… par Marie Tirmont.